# Saltos ornamentais nos Jogos Pan-Americanos de 2019 - Plataforma de 10 m sincronizado feminino
A competição da plataforma de 10 m sincronizado feminino é um dos eventos dos saltos ornamentais nos Jogos Pan-Americanos de 2019, em Lima. Foi disputada no Centro Aquático Nacional no dia 4 de agosto de 2019. 

## Calendário
Horário local (UTC-5).
| Data        | Horário | Fase   |
| ----------- | ------- | ------ |
| 4 de agosto | 20:52   | Finais |

## Medalhistas
| Ouro   | CAN Meaghan Benfeito e Caeli McKay      |
| Prata  | MEX Alejandra Orozco e Gabriela Agúndez |
| Bronze | USA Amy Cozad e Delaney Schnell         |

## Resultado final
| Pos.              | Saltador                          | Nacionalidade      | Pontos |
| ----------------- | --------------------------------- | ------------------ | ------ |
| Medalha de ouro   | Meaghan Benfeito Caeli McKay      | CAN Canadá         | 320.64 |
| Medalha de prata  | Alejandra Orozco Gabriela Agúndez | MEX México         | 307.38 |
| Medalha de bronze | Amy Cozad Delaney Schnell         | USA Estados Unidos | 281.10 |
| 4                 | Anisley García Arlenys Garcia     | CUB Cuba           | 260.70 |